# Castellana negra
La castellana negra o ibérica negra es una raza autóctona española de gallinas originaria de la región de Castilla, de la que toma el nombre. Se trata de la raza de gallinas más antigua de la península ibérica y una de las primeras de Europa.
Es la única raza española sin influencia extranjera y es origen de otras razas europeas. Además, los estudios genéticos de los últimos años han confirmado que muchas de las gallinas de color negro que existen en Europa proceden de esta gallina, y a partir de ella se crearon otras razas como la menorca, la española cara blanca y la andaluza azul, conocidas y definidas en los estándares internacionales. Desde el año 2008 está reconocida como raza en peligro de extinción.